# David Ortega Pitarch
David Ortega Pitarch (Castellón de la Plana, 20 de julio de 1979) es un deportista español que compitió en natación, especialista en el estilo espalda.
Ganó tres medallas en el Campeonato Europeo de Natación, en los años 2000 y 2004. Participó en los Juegos Olímpicos de Sídney 2000, ocupando el decimoquinto lugar en las pruebas de 100 m espalda y 4 × 100 m estilos.

## Palmarés internacional
| Campeonato Europeo | Campeonato Europeo   | Campeonato Europeo | Campeonato Europeo |
| Año                | Lugar                | Medalla            | Prueba             |
| ------------------ | -------------------- | ------------------ | ------------------ |
| 2000               | Helsinki (Finlandia) | Medalla de oro     | 100 m espalda      |
| 2000               | Helsinki (Finlandia) | Medalla de bronce  | 50 m espalda       |
| 2004               | Madrid (España)      | Medalla de bronce  | 50 m espalda       |